# Massacre des paysans salvadoriens de 1932
La Matanza (« Le massacre » en espagnol) désigne la répression sanglante (10 000 à 40 000 morts) de l'insurrection communiste-autochtone qui s'est déroulée du 22 au 25 janvier 1932 au Salvador. 
Le 22 janvier 1932, le Parti communiste du Salvador (PCES) et des paysans pipils se révoltent contre le gouvernement militaire salvadorien dans un contexte de troubles sociaux généralisés et de suppression des libertés démocratiques à la suite de l'annulation des résultats des élections législatives de 1932 (en). 
Durant les quatre jours de soulèvement, les communistes et les autochtones, emmenés respectivement par Farabundo Martí et Feliciano Ama, s'emparent de nombreux villages et villes de l'ouest du Salvador, tuant 2 000 personnes et causant plus de 100 000 dollars (corrigé de l'inflation, cela équivaut à plus de 2 millions de dollars d'aujourd'hui) de dommages au passage. Le gouvernement salvadorien du général Hernández Martínez, arrivé au pouvoir à la suite du coup d'État de 1931, instaure la loi martiale et ordonne que la rébellion soit matée. 
La plupart des gens tués durant La Matanza, qualifiée d'ethnocide, sont des paysans pipils et des civils non armés,,. Les chefs des insurgés, dont Martí et Ama, sont condamnés à mort et fusillés au terme d'audiences expéditives. Les atrocités gouvernementales poussent les responsables communistes encore en vie à fuir le pays et à s'exiler. 

## Contexte
Les troubles sociaux au Salvador ont commencé à s'intensifier dans les années 1920, principalement à cause des abus présumés de la classe politique et de la grande inégalité sociale entre propriétaires terriens et paysans,. Un officier de l’armée américaine a déclaré en 1931 qu'« il ne semble y avoir rien entre ces voitures très chères et le char à bœufs avec son accompagnateur aux pieds nus. Il n'y a pratiquement pas de classe moyenne ». La politique forgées sur des latifundia avait laissé 90% des terres du pays aux mains de 14 familles, « los catorce », qui les utilisaient pour la culture du café.
L'économie salvadorienne dépend largement du grain de café depuis la fin du XIXe siècle et encore au début du XXe siècle, à tel point que cette période est connue sous le nom de « République du café ». L’industrie nationale de la culture du café s’est développée avec l’accumulation des richesses d’un petit groupe de propriétaires terriens et de marchands , qui ont acheté de grandes superficies de terres et employé un grand nombre de paysans, dont beaucoup sont autochtones. Les conditions de travail dans les haciendas étaient très mauvaises. En 1930, la paie consistait en deux tortillas et deux cuillerées de haricots au début et à la fin de chaque journée. De plus, les ouvriers étaient payés en certificats qui ne pouvaient être échangés que dans des magasins contrôlés par les propriétaires des plantations. Cela a conduit à des monopoles locaux qui ont fait monter le prix de la nourriture. On estime que le coût des aliments pour les ouvriers ne dépassait pas 0,01 dollar par jour,, générant des bénéfices considérables pour les propriétaires de plantations.

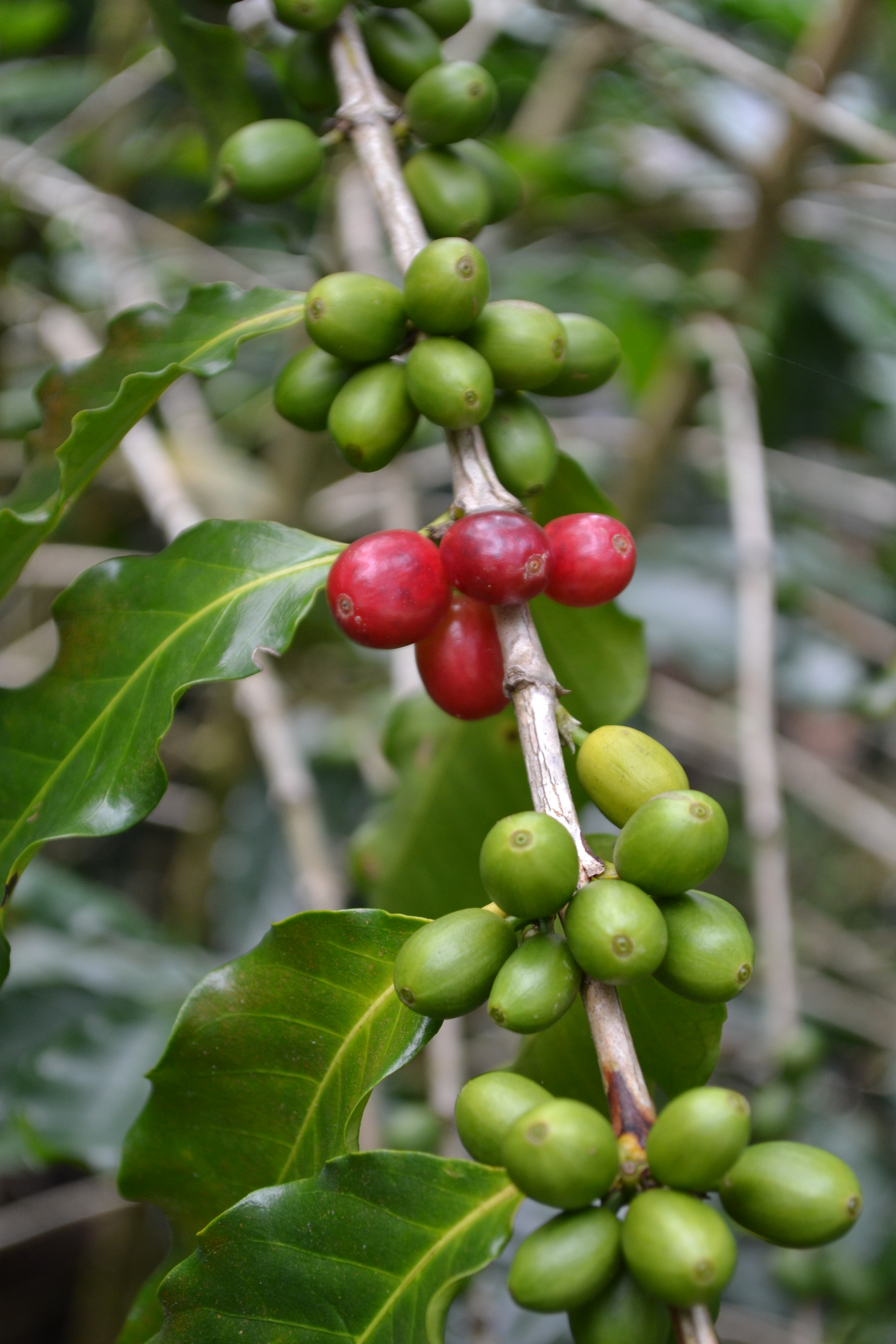
Les grains de café sont à cette période le produit principal du Salvador.

En 1932, le chef d'une délégation américaine à San Salvador, W.J. McCafferty, écrivit une lettre à son gouvernement expliquant la situation au Salvador, affirmant que les animaux de ferme valaient plus que les travailleurs, car ils étaient très demandés et avaient une meilleure valeur commerciale.
La situation économique mondiale causée par la Grande Dépression a favorisé le manque d'opportunités dans des pays tels que le Salvador. En raison de la baisse des prix du café, plusieurs haciendas ont été fermées et de nombreux paysans ont perdu leur emploi, ce qui a provoqué une profonde tourmente économique. Bien que la crise ait touché toute la population du pays (et presque toute l'Amérique latine), la crise a été plus aiguë dans l'ouest du Salvador. Les politiques menées par les présidents Pío Romero Bosque et Arturo Araujo ont dépouillé presque toutes les terres des paysans locaux. Cette région était fortement peuplée par les Pipils. Les peuples autochtones, écartés du peu de progrès économique, ont demandé l'aide de leurs propres dirigeants. Bien que la loi n'accorde aucun pouvoir ou reconnaissance officielle aux caciques, les indigènes respectaient et obéissaient à leur autorité. La classe politique avait d'ailleurs souvent sollicité l'approbation des caciques pour obtenir le soutien de leur peuple lors des élections.

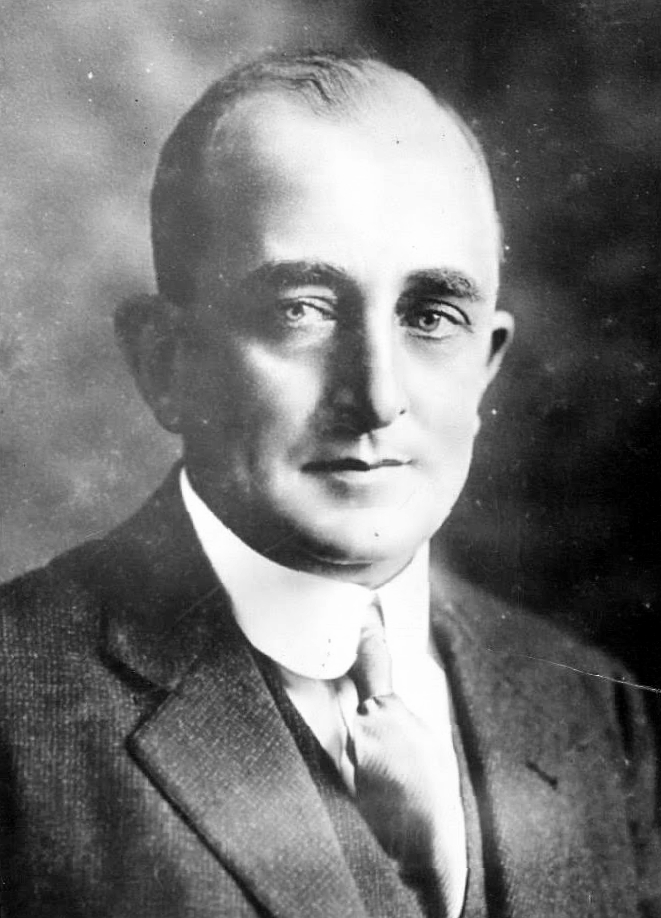
Arturo Araujo, élu à la présidence du Salvador en 1931

Afin de remédier à la crise économique, le peuple Pipil s’était organisé en coopératives partenaires permettant de trouver un emploi en échange de la participation des indigènes aux fêtes catholiques. Les caciques ont dirigé ces partenariats, représenté les chômeurs devant les autorités et supervisé leur travail. Feliciano Ama, par exemple, était l’un des caciques les plus actifs et était très apprécié par la population autochtone. Ama avait arrangé une aide économique du président Romero en échange de son soutien à sa candidature.
D'autre part, la crise s'est intensifiée en raison du conflit permanent entre les populations autochtones et non autochtones. Les non-autochtones avaient de meilleures relations avec le gouvernement ; lors d'émeutes ou d'affrontements directs, ce sont les autochtones impliqués qui sont arrêtés et condamnés à mort.
La rébellion a également été précédée par l'instabilité politique. Le Salvador est gouverné depuis 1871 par des élites libérales qui ont tenu le pays pendant une longue période de relative stabilité. Lors de la Première Guerre mondiale, la présidence connaît une rotation quasi-dynastique entre les familles Meléndez et Quiñónez. En 1927, Pío Romero Bosque est élu président et se lance dans une libéralisation politique qui conduit à la première élection libre de l'histoire du Salvador, tenue en 1931.
Arturo Araujo est élu lors des élections de 1931, en pleine crise économique. Après un coup d'état militaire, le vice-président Maximiliano Hernández Martínez prend le contrôle du pays en décembre 1931, marquant ainsi le début de la longue période de dictatures militaires successives au Salvador. Le régime de Hernández Martínez est caractérisé par la sévérité de ses lois et de ses pratiques répressives. Par exemple, le vol est puni de l'amputation d'une main . Martínez a renforcé les forces de police et s'est montré particulièrement impliqué dans l'arrêt des rébellions, n'hésitant pas à mobiliser la peine de mort contre ceux qui s'opposaient au régime.
Bien que la prise de pouvoir de Martínez ait pu satisfaire l'armée, le mécontentement populaire a continué de croître et les opposants du gouvernement ont continué à s'agiter. Quelques semaines plus tard, les communistes, estimant que le pays était prêt pour une rébellion paysanne, planifient une insurrection contre Martínez.

## Causes de l'insurrection
De nombreux incidents et situations ont directement influencé le conflit. D'un côté, l'armée salvadorienne était organisée pour parer à tout soulèvement. Les paysans (autochtones et non autochtones) commençaient à se soulever de manière non organisée contre les autorités locales. Enfin, le Parti communiste du Salvador (PCS) s'est impliqué dans des activités qui ont conduit au soulèvement.

### L'armée salvadorienne en 1932
L'armée était organisée en régiments d'infanterie, d'artillerie, de mitrailleuses et de cavalerie. L'arme la plus couramment utilisée était le Gewehr 98 de fabrication allemande. L’armée de l’air n’a pas joué un rôle décisif, sa participation à l’époque étant limitée à la reconnaissance.
L'armée était sous les ordres directs du président et avait pour objectif principal la défense de l'État. Les différentes forces de sécurité comprenaient la police nationale, la garde nationale et la police des haciendas.

### Précédentes révoltes paysannes
Face à la pauvreté et aux inégalités, des paysans qui ont été privés de leurs terres et soumis à un travail mal rémunéré ont commencé à se rebeller contre les propriétaires et les autorités. Cela a commencé sur une base individuelle, ce qui a permis aux autorités d'arrêter et de menacer les rebelles plus facilement. Les grands propriétaires terriens avaient des liens étroits avec les autorités militaires. La défense des haciendas était donc assurée par des forces de sécurité officielles.
Après plusieurs arrestations, les paysans ont commencé à s'organiser de manière discrète, sans système hiérarchique. Par conséquent, les efforts sont restés isolés et dispersés et ont été facilement réprimés. Les forces de sécurité ont arrêté des rebelles ; beaucoup d'entre-eux ont par la suite été condamnés à mort par balles ou par pendaison. Il n’existe aucune donnée sur le nombre d’exécutions effectuées dans les semaines précédant le massacre. Cependant, on sait que de nombreux dirigeants paysans ont été condamnés, de même que de nombreux responsables publics qui ont collaboré de quelque manière que ce soit avec eux.

### Le parti communiste du Salvador

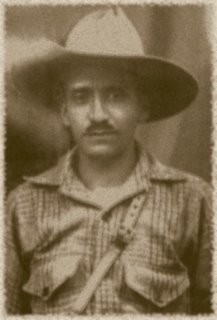
Agustín Farabundo Martí, dirigeant du parti communiste du Salvador

Parallèlement aux conflits entre peuples autochtones, paysans, propriétaires terriens et autorités, le Parti communiste du Salvador (PCS) a commencé à distribuer des pamphlets et à enregistrer de nouveaux membres. Les actions ont été alimentées par la frustration suscitée par les promesses non tenues du gouvernement et des partis politiques. Les dirigeants communistes, au premier rang desquels Farabundo Martí, avaient construit une organisation politique qui avait réussi à obtenir la sympathie de la population. Après le coup d'État de 1931, la presse a acquis davantage de liberté pour exprimer des opinions divergentes et le PCS s'est de fait beaucoup appuyé dessus,.
Bien qu’ils n’aient pas de plate-forme de parti définie, le PCS a présenté des candidats aux élections de janvier 1932. Les processus électoraux de cette époque étaient très critiqués. Les votes devaient être faits publiquement, devant les autorités. Cette pratique a largement favorisé les candidats officiels en semant la peur parmi les électeurs, et en entravant la participation démocratique,.
Après les élections, des accusations de fraude ont amené les dirigeants communistes à abandonner toute confiance dans le processus électoral et à s'engager dans la lutte armée.
Le soulèvement était prévu pour la mi-janvier 1932 et s'appuyait entre autres sur le soutien de sympathisants communistes dans l'armée. Avant que la révolte puisse avoir lieu, la police a arrêté Martí et d'autres dirigeants communistes. Les autorités ont saisi des documents prouvant l’insurrection prévue, qui ont servi de preuves lors de procès en cour militaire.
Malgré le coup moral et organisationnel subi par le PCS, l'insurrection n'est pas annulée. À la fin de janvier 1932, la situation nationale était devenue chaotique. Les forces de sécurité ont arrêté des groupes ou des individus impliqués dans des actes perçus comme subversifs ou révolutionnaires ; pendant ce temps, la population autochtone de l'ouest a commencé à se révolter pour protester contre les mauvaises conditions de vie. Rien ne permet de penser que le soulèvement des paysans a été organisé par le PCS, mais en raison des dates auxquelles il s'est déroulé, les forces armées ont considéré qu'il fallait intervenir avec la même violence.

## Le soulèvement et les massacres
À la fin du 22 janvier 1932, des milliers de paysans de l'ouest du pays se soulèvent contre le régime. Les rebelles dirigés par le Parti communiste et Agustín Farabundo Martí, Mario Zapata et Alfonso Luna, ont attaqué les forces gouvernementales. Ils sont largement soutenus par la tribu indigène des Pipils. Armés principalement de machettes, les paysans ont attaqué des haciendas et des casernes militaires, prenant ainsi le contrôle de plusieurs villes, notamment Juayúa, Nahuizalco, Izalco et Tlacopan. Certains casernes, dans des villes comme Ahuachapán, Santa Tecla et Sonsonate, ont résisté aux attaques et sont restées sous le contrôle du gouvernement. On estime que les rebelles paysans n'ont pas tué plus de 100 personnes. Les morts confirmées incluent une vingtaine de civils et une trentaine de soldats,.
La première ville à être prise fut Juayúa, où le propriétaire foncier Emilio Radaelli fut assassiné. Sa femme a été violée, puis assassinée. Plusieurs autres chefs militaires et responsables gouvernementaux ont également été exécutés.
Il existe différents récits de l'événement et il est difficile de déterminer lequel est correct car il y a très peu de survivants de la rébellion. Certaines sources rapportent que les peuples autochtones ont attaqué des propriétés privées et commis des actes de vandalisme et d'autres crimes divers, et ce contre des villes entières. Il existe des preuves à l'appui de cette affirmation, bien qu'il soit possible qu'il s'agisse d'opportunistes qui se sont joints au soulèvement pour mener des actes criminels. La participation des peuples autochtones et des paysans au pillage ne peut être ni confirmée ni infirmée. Le motif principal des événements est toutefois bien déterminé,.
La relation entre les paysans et le parti communiste est également controversée. La coïncidence des soulèvements et les causes évoquées ont permis à certains historiens de conclure qu'ils étaient liés, voire coordonnés. Certaines théories affirment que le PCS a utilisé la tourmente économique pour convaincre les paysans d'agir ensemble et de se dresser contre le régime. Dans les faits, la relation entre les deux groupes n’est guère connue. Des auteurs tels que Erik Ching affirment que le PCS n'aurait pas pu diriger l'insurrection, car le parti n'avait que peu d'influence sur la population paysanne, et était de toute façon divisé par des affrontements en interne,.
Dans sa répression, le gouvernement n'a fait aucune distinction entre ces deux mouvements.

### Réaction du gouvernement

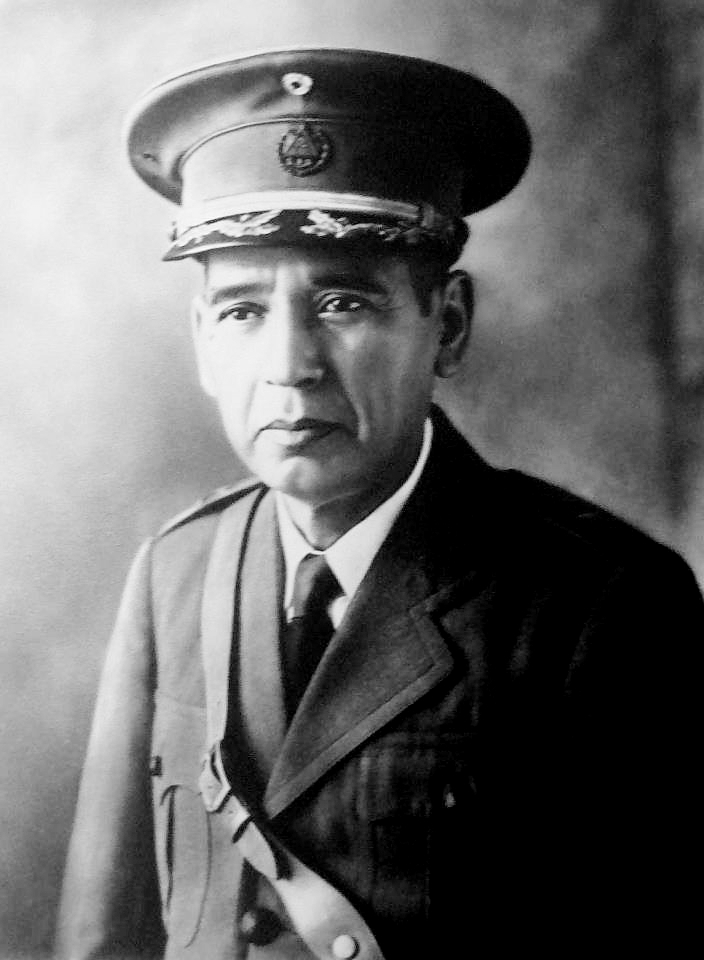
Le président Maximiliano Hernández Martínez, au pouvoir lors du massacre.

Le gouvernement réagit rapidement en récupérant le territoire perdu grâce à un déploiement militaire visant à réprimer la rébellion. Avec leur entraînement et leur technologie supérieurs, les troupes gouvernementales n’avaient besoin que de quelques jours pour vaincre les rebelles.
Le général José Tomás Calderón disposait d'une abondance de troupes et d'armes :

« L'utilisation d'un armement supérieur était l'élément décisive dans la confrontation, et les témoignages mentionnent des «vagues d'Indiens, détruits à la mitrailleuse ». Ceci fut suivi d'une suppression extrême de population, mise en place par l'armée, la police, la garde nationale, et de volontaires organisés au sein de la garde civile. »

La garde civile étaient des volontaires engagés dans les forces de sécurité pour aider à patrouiller et, le cas échéant, à se battre aux côtés de l'armée.

Le 23 janvier, les navires de guerre canadiens Skeena et Vancouver se sont amarrés au port d’Acajutla. Le Royaume-Uni a demandé aux navires de protéger ses citoyens britanniques. Des navires américains sont arrivés peu de temps après. Les équipages des navires étaient également prêts à aider le gouvernement salvadorien à réprimer la rébellion. Cependant, le chef des opérations au Salvador a décliné l'offre, déclarant : 

« Le chef d'opération de la zone occidentale de la République, le major-général José Tomás Calderón, présente ses compliments au nom du gouvernement du général Martínez et de lui-même, à l'amiral Smith et au commandant Brandeur, du Rochester, du Skeena et du Vancouver ; j'ai le plaisir d'annoncer que la paix est rétablie au Salvador, que l'offensive communiste a été complètement réprimée et dispersée et que l'extermination sera totale. 4 800 bolcheviks ont été exterminés. »

Bien que le nombre exact de morts dans les 72 heures suivant le soulèvement soit inconnu, plusieurs historiens s'accordent pour dire qu'il y en avait environ 25 000,,. Ceux qui ont été capturés vivants ont été traduits en justice et condamnés à mort.
Après la rébellion, le chef paysan Francisco Sánchez a été pendu. Son homologue, Feliciano Ama, a été lynché et son corps a ensuite été suspendu sur la place du village, les écoliers étant forcés d'y assister.
Dans les environs d'Izalco, toute personne portant une machette et toute personne ayant des vêtements ou des traits indigènes a été accusée de subversion et déclarée coupable. Afin de faciliter le travail des forces de sécurité, tous ceux qui n'avaient pas participé à l'insurrection ont été invités à se présenter afin d'obtenir des documents établissant leur innocence. À leur arrivée, ils ont été examinés et ceux présentant des traits autochtones ont été arrêtés. Ils ont été abattus par groupes de 50 devant le mur de l'église de la ville, Iglesia de La Asunción. Plusieurs ont été forcés de creuser des fosses communes dans lesquelles ils ont été jetés après avoir été abattus. Les maisons des personnes reconnues coupables ont été incendiées et les habitants survivants ont été abattus.
Selon le commandant de l'opération, 4 800 membres du PCS ont été tués, bien que ce chiffre soit difficile à vérifier.
Après le conflit, des survivants ont tenté de fuir au Guatemala. En réponse, le président Jorge Ubico, un dictateur militaire, a ordonné la fermeture de la frontière, ramenant toute personne tentant de traverser à l'armée salvadorienne.
Pour tenter de faciliter la résolution de ce conflit, l'Assemblée législative du Salvador a publié le décret législatif no 121 le 11 juillet 1932, accordant une amnistie inconditionnelle à quiconque commettait des crimes de toutes sortes afin de « rétablir l'ordre, réprimer, persécuter, punir et capturer ceux accusés du crime de rébellion cette année ».

## Conséquences
Après avoir réprimé la rébellion, le gouvernement de Hernández Martínez a entamé un processus de répression systématique de l'opposition et a utilisé le registre des électeurs pour intimider ou exécuter ceux qui s'étaient déclarés opposants au gouvernement.
Les meurtres ayant particulièrement visé les peuples autochtones au cours des années qui ont suivi, ces populations ont de plus en plus abandonné leurs vêtements et leurs langues traditionnelles par peur de nouvelles représailles,,,. Ce massacre a entraîné l'extermination de la majorité de la population de langue pipil, qui a quasiment disparu au Salvador,. La population autochtone a abandonné nombre de ses traditions et coutumes par peur d'être arrêtée. Un grand nombre d'autochtones qui n'ont pas participé au soulèvement ont déclaré qu'ils ne comprenaient pas la motivation des persécutions du gouvernement à leur encontre.
Au fil des ans, la population autochtone a pratiquement disparu au Salvador. Il faut noter qu'au cours de la décennie qui a suivi le soulèvement, une présence militaire dans la région était persistante, dans le but de garder les paysans sous contrôle. Après la dictature de Hernández Martínez, la méthode de prévention du mécontentement paysan s'est diversifiés, certains dictateurs étant soucieux de pratiquer des réformes agraires et de mettre en place des dispositifs sociaux à leur destination,.
En 2010, le président Mauricio Funes a présenté ses excuses aux communautés indigènes du Salvador pour les actes brutaux de persécution et d'extermination perpétrés par les gouvernements précédents. Cette déclaration a été faite lors de l'inauguration du premier congrès des peuples autochtones. Le président a notamment déclaré : « Dans ce contexte et dans cet esprit, mon gouvernement souhaite être le premier à, au nom de l'État du Salvador, du peuple salvadorien et des familles du Salvador, faire acte de contrition et présenter ses excuses aux communautés autochtones pour la persécution et l'extermination dont elles ont été victimes pendant tant d'années ».

### Commémorations
Dans la ville d'Izalco, le soulèvement est commémoré tous les 22 janvier. La couverture médiatique est modérée, mais la commémoration est soutenue par les autorités municipales qui rendent hommage à tous ceux qui ont été tués lors de l'insurrection. Parmi les intervenants figurent des personnes ayant vécu ces événements, et des proches de Feliciano Ama,.

## Voir également
- Histoire du Salvador
- Agustín Farabundo Martí